# Aéronautique avant le XVIIIe siècle
Pour un article plus général, voir Chronologie de l'aéronautique.
 (novembre 2024).
 (novembre 2024).

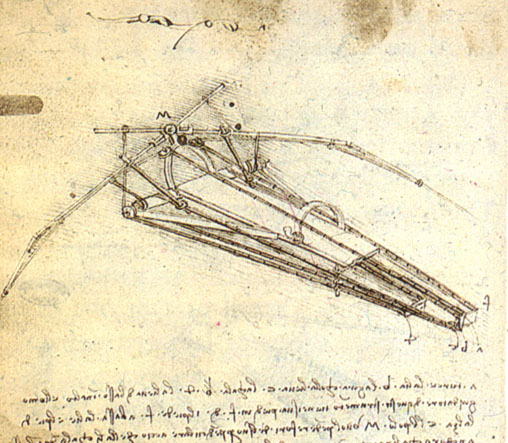
Plan d'une machine volante, imaginée par Léonard de Vinci vers 1488

Cette page présente la chronologie de l'aéronautique avant le XVIIIe siècle, période où l'aéronautique se limite à quelques tentatives, parfois légendaires, le plus souvent infructueuses.

## Avant leXesiècle
- Environ -2100 : mythe d'Etana. Etana, roi de Babylone entre -2123 et -2081, effectue un vol mythique, soulevé par un aigle.
- Environ -750 : naissance de la légende de Dédale et Icare.
- Environ -600 - -400 : les Chinois commencent à utiliser des cerfs-volants.
- 66 : un magicien présente devant l'empereur Néron une tentative de vol. Il se tue.
- Environ 875 : Abbas Ibn Firnas se lance d'une tour à Cordoue, en Espagne et effectue un vol plané grâce à des ailes de bois et de plumes. Les Arabes le considèrent comme le premier homme à avoir volé, l'égal de Clément Ader pour les Français ou des frères Wright pour les Américains.

## XeauXVIesiècle
- Ismaïl ibn Hammad al-Jauhari (décès env. 1003–1010), kazakh musulman, érudit turc de Farad, a tenté de voler à l'aide de deux ailes en bois et d'une corde. Il saute du toit d'une mosquée à Nishapur et se tue[1].
- 1060 : un moine anglais, Eilmer de Malmesbury se serait lancé d'une tour et effectue un vol plané d'environ 120 mètres grâce à un planeur en bois. Il se brise les jambes à l'atterrissage.
- 1232 : première trace d'utilisation de fusées (poudre noire tassée dans un corps en papier) pour la défense de la ville chinoise de Kaifeng contre l'invasion de Genghis Khan[2].
- 1241 : l'armée mongole utilise des cerfs-volants porteurs de torches dans la bataille de Legnica.
- Environ 1250 : le moine anglais Roger Bacon écrit la première description technique connue du vol d'un ornithoptère dans son livre Secrets de l'art et de la nature.
- 1282 : Marco Polo parle de vols rituels en cerfs-volants.
- 1486 - 1513 : Léonard de Vinci conçoit un ornithoptère avec des commandes de vol. Il dessine des schémas de machines volantes comme des hélicoptères et des parachutes et tenant compte de l'écoulement de l'air et des formes aérodynamiques.
- 1496 : le mathématicien italien Giambattista Danti aurait volé à partir d'une tour.
- Environ 1500 : Jérôme Bosch montre dans son triptyque La Tentation de Saint Antoine, parmi d'autres choses, deux navires volants combattant au-dessus d'une ville.
- 1558 : Giambattista della Porta publie une théorie et un manuel de construction pour un cerf-volant.

## XVIIesiècle
- 1633 : Lâgari Hasan Celebi, est considéré comme le premier homme à avoir effectué le premier vol habité avec une « fusée », et réussi.
- 1638 : John Wilkins, évêque de Chester, suggère quelques idées aux futurs pilotes potentiels dans son livre La Découverte d'un monde sur la Lune.
- 1644 : le physicien italien Evangelista Torricelli réussit à démontrer l'existence de la pression atmosphérique et à produire un vide.
- 1648 : François Godevin publie L'Homme dans la Lune. Il imagine un engin spatial tracté par des oies.
- 1654 : physicien et maire de Magdebourg, Otto von Guericke mesure le poids de l'air et fait l'expérience des Magdeburger Halbkugeln (en français : « hémisphères de Magdebourg »). Seize chevaux sont incapables de séparer deux demi-sphères à l'intérieur desquelles un vide total avait été fait.
- 1670 : le jésuite Francesco Lana de Terzi décrit dans son traité Prodomo un projet d'aérostat à vide, considéré comme le premier plan réaliste de machine volante. Cependant, Lana-Terzi note : « Dieu ne nous autorisera jamais à construire de telles machines... parce que chacun réalise que plus aucune ville ne sera à l'abri d'une attaque... »
- 1678 : vol probable du serrurier français Jacob Besnier avec une machine qui pouvait battre des ailes.
- 1680 : le physicien italien Giovanni Alfonso Borelli, le père de la biomécanique montre dans son traité Du mouvement des animaux que le battement d'ailes à l'aide des muscles humains ne peut avoir de succès.
- 1687 : Isaac Newton (1642-1727) publie sa Philosophiae Naturalis Principia Mathematica, base de la physique classique. Dans le tome II il introduit l'équation de la traînée aérodynamique.